# Der arme Jonathan
Versions successives
Personnages
- Jonathan Tripp (ténor)
- Molly, son amie (soubrette)
- Vandergold, millionnaire (ténor)
- Harriet, chanteuse (soprano)
- Professeur Dryander, son oncle
- Quickly, imprésario (comique chanteur)
- Cataluci, Big, Flirt et Brostolone, membres de la troupe de Quickly (chanteuses et chanteurs)
- Billy, cuisinier de Vandergolds
- Le comte Nowalsky, un profiteur
- Arabella, sa sœur
- Dr. Holmes, avocat
- Hunt, chef de service
- Granger et Band, employés de bureau
- Le shérif
- Un policier

Airs
- Ich bin der arme Jonathan
- Willst du mein Liebster sein?
- Ach, wir armen Primadonnen
- Ja nur ein Impresario wird immer seines Lebens froh

Der arme Jonathan (en français, Pauvre Jonathan) est une opérette de Carl Millöcker sur un livret de Julius Bauer et Hugo Wittmann, créée en 1890 à Vienne.

## Argument
Premier argument
À Boston
Le millionnaire presque toujours colérique Vandergold fête son anniversaire dans sa villa avec de nombreux amis et connaissances. Le clou de la fête est un petit spectacle préparé par l'imprésario Quickly et son groupe d'artistes. La jeune chanteuse Harriet, dont l'éducation fut financée par Vandergold, est adorée de tous. Pleine de gratitude, elle aimerait être en couple avec son mécène, mais ses manières grincheuses la rebutent.
Jonathan Tripp, garçon malchanceux, a récemment rejoint le personnel de l'anniversaire. Il s'est retrouvé à Boston avec le groupe de Quickly. Mais comme il s'est toujours comporté assez maladroitement au travail, il a été licencié par Quickly. Heureusement, il rencontre son amie d'enfance Molly. Elle travaille pour Vandergold et lui trouve un emploi comme employé de cuisine sur son domaine. Mais même alors, Jonathan fait plus de mal que de bien. Il est donc inévitable que le millionnaire le vire après quelques heures seulement.
Jonathan est tellement désespéré qu'il aimerait mourir tout de suite. Vandergold, qui s'est lassé de la vie à cause de sa grande richesse, a le même souhait. Après que les deux se rencontrent dans le jardin de la villa et se plaignent l'un à l'autre, l'excentrique propose un pacte au pauvre Jonathan : Jonathan recevra toutes ses richesses et Vandergold vivra dans la pauvreté à l'avenir. Mais dès que l'un d'eux se brouillerait avec son nouveau destin, le moment serait enfin venu où ils mettront fin au pacte. En signe de cela, la personne qui n'est pas satisfaite doit chanter la chanson de Harriet Veux-tu être mon amour à l'autre personne.
Deuxième acte
À Monaco
Entre-temps, Jonathan s'est fiancé à sa Molly, car en tant qu'homme riche, il peut enfin lui offrir un avenir. Les deux voyagent en Europe et séjournent actuellement à Monte Carlo. Comme Jonathan aime afficher sa richesse, il est désiré par de nombreuses femmes. Il en profite au maximum, mais reste dans l'ensemble fidèle à Molly. Il n'y a qu'une seule pensée qui lui trotte dans la tête : qu'un jour Vandergold puisse se montrer et entamer cette fichue chanson. Pour l'instant, cependant, il n'a aucune idée de la proximité du danger.
Vandergold est également à Monaco. Pour lui, c'est Harriet qui est toujours dans son esprit. C'est pourquoi il suit la troupe de Quickly lors de sa tournée européenne. Mais comme en Amérique, la rencontre avec le célèbre chanteur débouche sur une nouvelle dispute.
Lorsque Vandergold découvre Jonathan, il insiste pour qu'ils meurent maintenant ensemble. Il est sur le point de commencer à chanter la chanson convenue, mais il a complètement oublié la mélodie ! Puis il apprend qu'Harriet s'apprête à retourner aux États-Unis. Lui aussi se met immédiatement en route pour suivre sa bien-aimée. Jonathan peut respirer à nouveau.
Troisième acte
À New York
De retour chez lui, Jonathan apprend que ses escapades somptueuses ont ruiné l'entreprise autrefois florissante de Vandergold. Mais ce n'est pas tout, il est menacé d'une nouvelle injustice : comme son bienfaiteur a disparu, il est maintenant soupçonné de l'avoir éliminé et de s'être emparé de sa fortune. Il est donc recherché par mandat. Maintenant, il regrette l'ancien temps où il était le pauvre Jonathan. Mais comme on ne peut pas revenir en arrière, il voit la mort comme la seule issue. Il part immédiatement à la recherche de Vandergold.
Vandergold est maintenant également arrivé à New York. Pendant le voyage en mer, il eut le temps de réfléchir à sa vie ratée. Ce faisant, il s'est rendu compte qu'il avait absolument besoin d'Harriet comme épouse à ses côtés. Alors sa vie aurait de nouveau un sens. Lorsqu'il rencontre la dame de son cœur et lui déclare son amour, elle le rejette à nouveau. Soudain, il entend Jonathan commencer la chanson inquiétante. Maintenant, il n'y a plus de retour en arrière. Chacun d'eux tient le pistolet contre sa tempe et appuie sur la détente !
Dans le jardin de la villa de Vandergold, Jonathan et le maître de maison se réveillent en même temps. Ils réalisent tous les deux avec soulagement que tout cela n'était qu'un rêve. Ils retournent à l'intérieur, où les invités se délectent encore des célébrations. Vandergold réembauche Jonathan. Harriet décide de ne pas tourner en Europe avec Quickly, mais de commencer une nouvelle vie avec Vandergold.

## Source de la traduction
- (de) Cet article est partiellement ou en totalité issu de l’article de Wikipédia en allemand intitulé « Der arme Jonathan » (voir la liste des auteurs).